# Ouilly-le-Vicomte
Ouilly-le-Vicomte is een gemeente in het Franse departement Calvados (regio Normandië) en telt 750 inwoners (2005). De plaats maakt deel uit van het arrondissement Lisieux.

## Geografie
De oppervlakte van Ouilly-le-Vicomte bedraagt 7,7 km², de bevolkingsdichtheid is 97,4 inwoners per km².
De onderstaande kaart toont de ligging van Ouilly-le-Vicomte met de belangrijkste infrastructuur en aangrenzende gemeenten.

## Demografie
Onderstaande figuur toont het verloop van het inwonertal (bron: INSEE-tellingen).
Vanwege een beveiligingsprobleem met de MediaWiki Graph-software is het momenteel niet mogelijk deze grafiek weer te geven. Zodra de software is bijgewerkt zal de grafiek vanzelf weer zichtbaar worden.